# Kay Löffler
Kay Löffler (* 1958 in Heide (Holstein) als Kay Müller) ist ein deutscher Autor.

## Leben
Kay Löffler ging nach Abschluss seiner Schulausbildung in den Öffentlichen Dienst, wo er zunächst eine Verwaltungsausbildung absolvierte. Später unterbrach er seine Laufbahn, übte andere Tätigkeiten aus und war wiederholt als Globetrotter in vielen Ländern der Welt unterwegs. 1987 kehrte er endgültig nach Deutschland zurück. Nach seinem Wiedereinstieg in die öffentliche Verwaltung war er als Ermittlungsdienstleiter des Ordnungsamtes in Köln-Chorweiler tätig. Von 1988 bis 1992 lebte er im nordrhein-westfälischen Bergheim-Niederaußem.
In den Jahren 1977 bis 1991 veröffentlichte er unter seinem Geburtsnamen Müller Kurzgeschichten, Lyrik, Satire und „Telegrammprosa“, u. a. in dem Computermagazin c’t, im Kölner Stadt-Anzeiger, beim WDR und in mehreren Anthologien. 1999 erschien sein Debütroman Ermittlungsdienst Chorweiler, in dem er seine Erfahrungen als Ermittlungsdienstleiter des Ordnungsamtes dieser Kölner Trabantenstadt verarbeitete. Sein 2001 erschienener Jugendroman Dorf der Wolkenmacher handelt von einem kleinen Dorf, das aufgrund eines Tagebaus umgesiedelt werden muss. Eine Jugendclique versucht sich mit aller Macht dagegenzustellen und besetzt einen Wald. Inspiriert zu diesem Buch hatten ihn das Kohlekraftwerk in seinem damaligen Wohnort Niederaußem und die Umweltproblematik der Region.
Löffler ist Mitglied des PEN-Zentrums Deutschland, im Verband deutscher Schriftsteller (VS) in ver.di und im Autorenkreis Rhein-Erft.
Kay Löffler führt seit seiner Heirat 1991 den Nachnamen seiner Frau und lebte später mit seiner Familie in Elsdorf im Rheinland. Das Paar ist inzwischen geschieden.

## Werke

### Prosa
- Ermittlungsdienst Chorweiler. Roman. Klaus Bielefeld Verlag, Friedland 1999, ISBN 3-932325-86-9;
überarbeitete Neuausgabe unter dem Titel: Aus einem deutschen Getto. Pernobilis Edition, Engelsdorfer Verlag, Leipzig 2008, ISBN 978-3-86703-924-6
- Dorf der Wolkenmacher. Jugendroman. Klaus Bielefeld Verlag, Friedland 2001, ISBN 3-89833-100-8; überarbeitete Neuausgabe in der Pernobilis Edition, Engelsdorfer Verlag, Leipzig 2007, ISBN 978-3-86703-220-9.
- Krystyna – Eine Ausländerakte, Selbstpublikation, CreateSpace Independent Publishing Platform, 2014, ISBN 978-1-5006-2299-2.
- Von Aufbrüchen und Aussteigern, Science-Fiction-Kurzgeschichten, Selbstpublikation, CreateSpace Independent Publishing Platform, 2016, ISBN 978-1-5372-1991-2.

### Herausgeberschaften
- Kay Löfflers kleines Frauenhasserbuch. Anthologie. Satiren und Zitate. Pernobilis Edition  im Engelsdorfer Verlag, Leipzig 2006, ISBN 3-939404-44-6.
- Kay Löfflers kleines Männerhasserinnenbuch. Anthologie. Satiren und Zitate. Zus. mit Isaban Sabine Römmer. Engelsdorfer Verlag, Leipzig 2010, ISBN 978-3-86901-948-2.
- Die den Weg fanden. Anthologie. Geschichten über den Jakobsweg.  Pernobilis Edition, Engelsdorfer Verlag, Leipzig 2017, ISBN 978-3-96008-985-8.

### Rundfunk
- Kinderaugen. Kurzgeschichte. WDR 1990.